# Love Songs to the Source
Love Songs to the Source è il quinto album in studio di Bluetech, pubblicato per l'etichetta discografica canadese Interchill Records.

## Il disco
Il lavoro segna una notevole variazione di contenuto rispetto al passato. Le atmosfere si fanno marcatamente Dub, con ingresso di fiati, percussioni, chitarre e utilizzo di cantante in modo ben più estensivo che nei precedenti album. Reminiscenze dei vecchi lavori di Bluetech si trovano in pezzi come Waiting For Initiation  o Seed To Soil. Nel resto dell'album però numerose collaborazioni spaziano tra artisti di vari generi, come Dr. Israel, Lynx & Janover, KiloWatts, Mari Boine. Per la produzione e la promozione di questo lavoro Bluetech si è appoggiato ad un collettivo ribattezzato Satori Social, comprendente la cantante Katrina Blackstone, e gli strumentisti Russell Scott (fiati) e Jason Cedar Miller (percussioni).

## Tracce
1. Seed to Soil - 5:02
2. Green Sophia (Gnosis Mix)  - 6:42
3. Change (feat. Katrina Blackstone) - 4:42
4. Dread Inna Babylon (Feat. Dr. Israel) - 4:46
5. Two River Sisters - 5:49
6. Lay Your Sorrows Down (Feat. Katrina Blackstone) - 4:53
7. Hanuman - 5:05
8. Waiting for Initiation - 5:48
9. Counting Out Stones (Feat. Dr. Israel) - 5:38
10. Polychrome Petroglyph (con KiloWatts) - 5:00
11. Three Worlds - 6:33
12. Big Medicine (Bluetech RMX) (con Mari Boine) - 7:00
13. To Mend - (con Lynx & Janover) - 4:41
14. Escape - 4:37